# Aysheaia
Aysheaia là một chi động vật trong ngành Lobopodia, được biết đến tại Bắc Mỹ.